# Daigo, Ibaraki
Daigo (japanska: 大子町?, Daigo-machi) är en landskommun i Ibaraki prefektur i Japan. 